# Korrö folkmusikfestival
Korrö folkmusikfestival, ibland Korröfestivalen, är en musikfestival som har arrangerats i slutet av juli varje år i Korrö i södra Småland. Den samlar en blandning av etablerade och nya grupper inom folkmusik och besökare från stora delar av Sverige.

## Historia
Grunden till festivalen lades en regnig helg 1985 då gruppen Sågskära samlade några musiker och vänner till en fest med bordunmusiken som tema. Allt eftersom åren gick växte bordunstämman och besökare började dyka upp från hela Europa. I mitten av 1990-talet övergick stämman till en ren folkmusikfestival där framför allt svensk och nordisk folkmusik spelades och det dansades folklig dans som polska. Under senaste[när?] åren har festivalen vuxit till ett av Sveriges största och mest omtalade folkmusikarrangemang.

## Festivaler
| År   | Artister |
| ---- | --- |
| 2023 | Aeldre, Alligator Gumbo, Elvings Spelmanskapell, Ensemble Mare Balticum, Eva Tjörnebo & Viskompaniet, Frigg, Gerry O’Connor Trio, Hans Kennemark, Hialøsa, Ian Carr & Various Artists, Josefina Paulson, Kirsten Bråten Berg & Gunnar Stubseid, Lelo Nika Jr & Manuela Nika, Musica Vitae & Nordic, Olle Geris, Pontus Estling & Sheshti Johansson, ROOMS ensemble, Susanne Lind & Mattias Ristholm, Trio Rop, VÍÍK, Vågspel, Wallin & Wallin. |
| 2024 | Alban Faust, Ahlberg, Ek & Roswall med Ulrika Bodén, Anders Norudde, Anna-Karin Andersson, BirkaFolk, Falu Spelmanslag, Folke Dahlgren & Bruno Andersen, Gangar, GKN5, Johan Hedin & Ida Meidell Blylod, Jonas Åkerlund, Karin Wallin, Lyset i forsen, Marine & Roswall, Mats Thiger, ODE, Orsa Spelmän, Rookie Riot, Simon Wascher, Sofia Sandén, Spöket i köket, Sudan Dudan, Symbio, Sågskära med gäster, Sångsystrar, Tarabband, Trio Bestämt, Tvesôvla, Blekinge Spelmanslag, Storösterlens spelmanslag, Slaka balladforum, Kalmar spelmanslag och Nordiska Psalmodikonförbundet. |

## Bilder

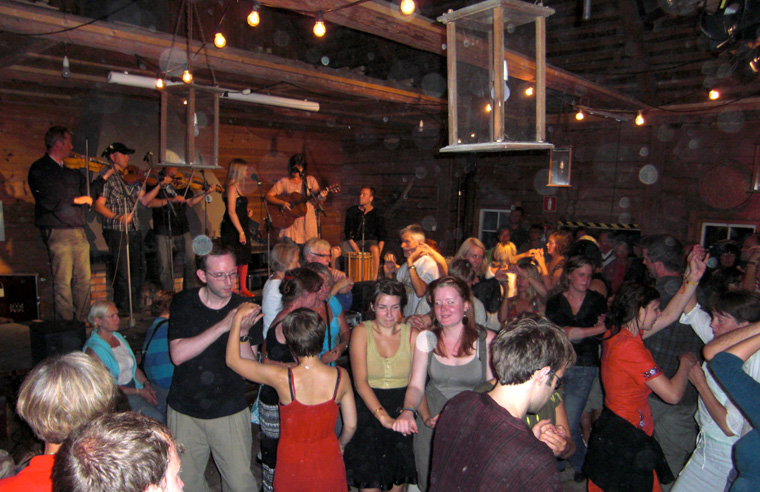
Sågskära spelar till dans på Logen på Korrö Folkmusikfestival 2008
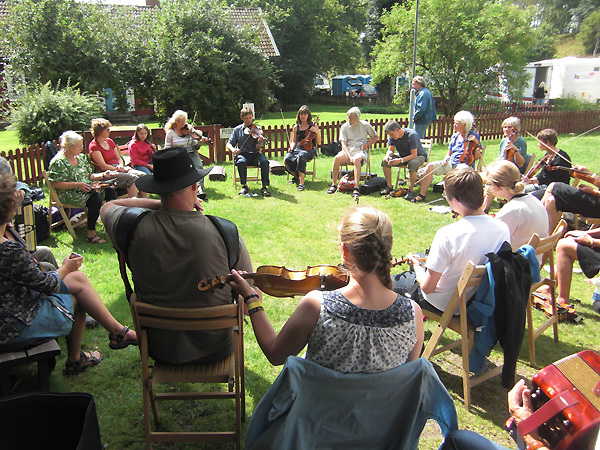
Allspel vid Kvarnen på Korrö Folkmusikfestival 2009